# Jack Eichel
John Robert "Jack" Eichel, född 28 oktober 1996 i North Chelmsford i Massachusetts, är en amerikansk professionell ishockeyforward som spelar för Vegas Golden Knights i National Hockey League (NHL). Han har tidigare spelat för Buffalo Sabres i NHL; Boston University Terriers i National Collegiate Athletic Association (NCAA) samt Team USA i United States Hockey League (USHL).
Eichel draftades av Buffalo Sabres i första rundan i 2015 års draft som andre spelare totalt.

## Statistik
| 2010–2011   | Boston Jr. Bruins          | EmJHL       | 40  | 15  | 21  | 36  | 16  | 7 | 2 | 5 | 7 | 6 |
| 2011–2012   | Boston Jr. Bruins          | EmJHL       | 36  | 39  | 47  | 86  | 36  | 3 | 0 | 0 | 0 | 0 |
|             | Boston Jr. Bruins          | EJHL        | 3   | 0   | 0   | 0   | 0   | — | — | — | — | — |
| 2012–2013   | Team USA                   | USHL        | 35  | 13  | 14  | 27  | 14  | — | — | — | — | — |
|             | U.S. National U17 Team     |             | 36  | 19  | 15  | 34  | 16  | — | — | — | — | — |
|             | U.S. National U18 Team     |             | 22  | 10  | 8   | 18  | 14  | — | — | — | — | — |
| 2013–2014   | Team USA                   | USHL        | 24  | 20  | 25  | 45  | 20  | — | — | — | — | — |
|             | U.S. National U18 Team     |             | 53  | 38  | 49  | 87  | 28  | — | — | — | — | — |
| 2014–2015   | Boston University Terriers | NCAA        | 40  | 26  | 45  | 71  | 28  | — | — | — | — | — |
| 2015–2016   | Buffalo Sabres             | NHL         | 81  | 24  | 32  | 56  | 22  | — | — | — | — | — |
| 2016–2017   | Buffalo Sabres             | NHL         | 61  | 24  | 33  | 57  | 22  | — | — | — | — | — |
| 2017–2018   | Buffalo Sabres             | NHL         | 67  | 25  | 39  | 64  | 32  | — | — | — | — | — |
| 2018–2019   | Buffalo Sabres             | NHL         | 77  | 28  | 54  | 82  | 26  | — | — | — | — | — |
| 2019–2020   | Buffalo Sabres             | NHL         | 68  | 36  | 42  | 78  | 34  | — | — | — | — | — |
| 2020–2021   | Buffalo Sabres             | NHL         | 21  | 2   | 16  | 18  | 6   | — | — | — | — | — |
| NHL totalt  | NHL totalt                 | NHL totalt  | 375 | 139 | 216 | 355 | 142 | — | — | — | — | — |
| USHL totalt | USHL totalt                | USHL totalt | 59  | 33  | 39  | 72  | 34  | — | — | — | — | — |

### Internationellt
| Källa: Uppdaterad: 2020-08-28 | Källa: Uppdaterad: 2020-08-28 | Källa: Uppdaterad: 2020-08-28 |               | Utv = Utvisningsminuter | Utv = Utvisningsminuter | Utv = Utvisningsminuter | Utv = Utvisningsminuter | Utv = Utvisningsminuter |
| År                            | Lag                           | Mästerskap                    | Matcher       | Mål                     | Assists                 | Poäng                   | Utv                     |                         |
| ----------------------------- | ----------------------------- | ----------------------------- | ------------- | ----------------------- | ----------------------- | ----------------------- | ----------------------- | ----------------------- |
| 2013                          | USA                           | U18-VM                        | 7             | 1                       | 1                       | 2                       | 6                       |                         |
| 2014                          | USA                           | U18-VM                        | 7             | 5                       | 5                       | 10                      | 2                       |                         |
| 2014                          | USA                           | JVM                           | 5             | 1                       | 4                       | 5                       | 0                       |                         |
| 2015                          | USA                           | JVM                           | 5             | 1                       | 3                       | 4                       | 6                       |                         |
| 2015                          | USA                           | VM                            | 10            | 2                       | 5                       | 7                       | 8                       |                         |
| 2016                          | Lag Nordamerika               | WC                            | 3             | 1                       | 1                       | 2                       | 0                       |                         |
| 2017                          | USA                           | VM                            | 8             | 0                       | 5                       | 5                       | 4                       |                         |
| 2019                          | USA                           | VM                            | 8             | 2                       | 6                       | 8                       | 2                       |                         |
| Junior totalt                 | Junior totalt                 | Junior totalt                 | Junior totalt | 24                      | 8                       | 13                      | 21                      | 14                      |
| Senior totalt                 | Senior totalt                 | Senior totalt                 | Senior totalt | 29                      | 5                       | 17                      | 22                      | 14                      |